# Limba galațiană
Limba galațiană a fost o limbă celtică. Aparținea grupului lingvinstic al celților estici, numiți „goideonic”. Limba celtă, avea două diviziuni; celta estică se numea: „goideonic”, iar celta vestică se numea: „britonică”. Celții care vorbeau dialectul britonic, erau: iberii, galii, bretonii; celții care vorbeau dialectul gardeonic, erau: cotinii, britalagii, scordiscii, boii, tauriscii, donii, galații. Limba galațiană, nu era cu nimic deosebită față de restul limbilor celtice. Era celtica de origine goideonică, vorbită de tribul celtic galații. Galații au reușit să-și întemeieze un regat în Asia Minor, Turcia de azi și Siria, Israelul de nord, Armenia, Georgia. Au fost câteva regate celte întemeiate în istorie, printre care: Iberia, Galia, Scordiscia, Tauriscia, Cotinia, Britalagia, Galația. Cu toții vorbeau limba celtă cu anumite regionalisme.